# Epierus pulicarius
Epierus pulicarius är en skalbaggsart som beskrevs av Wilhelm Ferdinand Erichson 1834. Epierus pulicarius ingår i släktet Epierus och familjen stumpbaggar. Inga underarter finns listade i Catalogue of Life.